# Maybelline
Maybelline LLC, tên đầy đủ là Maybelline New York, là một nhãn hiệu mỹ phẩm lớn của Mỹ được bày bán trên toàn thế giới và là công ty con của tập đoàn mỹ phẩm L'Oréal của Pháp.

## Lịch sử

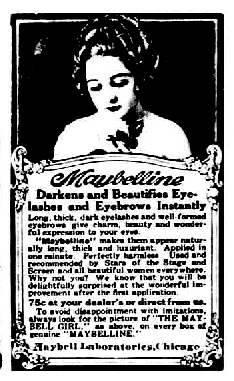
Quảng cáo 1920 của Maybelline.

Công ty Maybelline được một nhà thầu khoán 19 tuổi có tên là Thomas Lyle Williams sáng lập năm 1915. Williams có một cô chị gái tên Mabel. Một ngày, Mabel phát hiện ra người yêu của cô đang ngoại tình với một người phụ nữ khác, cô vô cùng đau khổ vì ghen tuông. Mabel khóc rất nhiều, nước mắt khiến hai hàng mi ướt đẫm. Nhìn cảnh tượng đó, T.L Williams nảy ra ý tưởng trộn tro than vào vaseline cho cô chị Mabel bôi lên mi. Sau đó, đôi mắt Mabel trở nên long lanh với hai hàng mi dày, đen bóng quyến rũ đã giúp cô giành lại người yêu và đám cưới của cô được tổ chức sau đó không lâu. Câu chuyện này cũng chính là khởi đầu cho sự ra đời của thương hiệu sản xuất mascara nổi tiếng về sau. Ông đã điều chỉnh nó bằng một tập hợp hóa chất và sản xuất sản phẩm bán tại địa phương gọi là lash-in-brow-line. Williams đổi tên nhãn hiệu tô điểm mắt thành Maybelline, để vinh danh chị gái Mabel, người đã đưa ra ý tưởng cho ông, bằng cách kết hợp tên chị gái ông, cô Mabel và Vaseline. Năm 1917, công ty sản xuất Maybelline Cake Mascara, "mỹ phẩm dùng cho mắt hiện đại được sử dụng mỗi ngày" và Ultra Lash vào những năm 1960 được xem là toàn thị trường đầu tiên tự động hóa.
Năm 1967, công ty đã được Williams bán cho Plough, Inc. (nay là Schering-Plough) tại Memphis, Tennessee. Toàn bộ cơ sở sản xuất mỹ phẩm đã được chuyển từ Chicago đến Memphis trong một tuần. Năm 1975, công ty chuyển nhà máy đến Little Rock, Arkansas, nơi vẫn còn nhà máy tọa lạc. Năm 1990, Schering-Plough bán Maybelline cho một công ty đầu tư tại New York, Wasserstein Perella & Co. Maybelline hoạt động trụ sở chính vẫn ở Memphis cho đến khi được bán vào năm 1996, khi trụ sở chính chuyển đến New York City. Nhà máy mỹ phẩm đã chuyển đến Brooklyn năm 2000.
Maybelline được tăng cường quảng cáo khi công ty thuê Lynda Carter làm điều phối viên thời trang của công ty sau khi kết thúc đóng phim truyền hình; Cô cũng xuất hiện trong một số quảng cáo truyền hình và in ấn. Josie Maran, Miranda Kerr, Sarah Michelle Gellar, Melina Kanakaredes, Chương Tử Di, Siti Nurhaliza, Fasha Sandha, Sheetal Mallar, Julia Stegner, Jessica White và Kristin Davis đã quảng cáo sản phẩm Maybelline. Khuôn mặt hiện tại của Maybelline là Adriana Lima, Christy Turlington, Kemp Muhl, Emily DiDonato, Beatriz Shantal, Jourdan Dunn và Gigi Hadid.
Năm 1991, công ty đã mua bản quyền khẩu hiệu quảng cáo của mình là “(Có lẽ cô ấy sinh ra với nó.) Có lẽ đó là Maybelline.” vẫn được sử dụng cho tới ngày nay. Công ty được L'Oréal mua lại vào năm 1996. Việc mua Maybelline đã cho phép L'Oréal tiếp cận thị trường mỹ phẩm giá thành rẻ.
Maybelline đã phát hành một số sản phẩm mới, bao gồm bộ sưu tập 'Eye Studio' cho sản phẩm mắt, bộ sưu tập 'Fit Me' cho sản phẩm kem nền/mặt nạ dưỡng da và sắc thái 'Color Sensational' mới cho môi. Hiện tại, Maybelline là nhà tài trợ trang điểm chính thức của Tuần lễ thời trang Mercedes-Benz.

## Bình phẩm
Có bằng chứng hợp lý cho rằng sản phẩm của Maybelline thử nghiệm trên động vật dù hoàn toàn không có căn cứ. Trong năm 1989, L'Oreal ngừng kiểm tra sản phẩm hoàn chỉnh trước khi tung ra thị trường và đã cam kết phát triển phương pháp khác. Mặc dù theo một báo cáo năm 2010, theo luật pháp ở một số quốc gia, luật này đòi hỏi phải tiếp tục thử nghiệm động vật. Công ty đã cam kết "làm việc với cơ quan có thẩm quyền tại các quốc gia này và chia sẻ kiến thức về phương pháp thử nghiệm thay thế". Theo trang web, L'Oréal không còn chính thức thử nghiệm trên động vật bất kỳ sản phẩm của mình hoặc bất kỳ thành phần nào, bất cứ nơi nào trên thế giới. L'Oréal cũng không ủy thác công tác cho bên khác. Một ngoại lệ chỉ có thể được thực hiện nếu cơ quan quản lý yêu cầu cho mục đích an toàn hoặc quy định.